# Fachwirt für Finanzberatung
Die IHK-Fortbildung Geprüfter Fachwirt für Finanzberatung ist ein öffentlich-rechtlich anerkannter Abschluss auf Meisterebene, der nach einer erfolgreich absolvierten branchenbezogenen kaufmännischen Aufstiegsfortbildung gemäß Berufsbildungsgesetz vergeben wird. Der Fachwirt für Finanzberatung ist auf die Geschäftskundenberatung zur Unternehmensfinanzierung, Risikoanalyse und Beratung zu Deckungskonzepten für Unternehmen, Beratung zur betrieblichen Altersversorgung, Unternehmens- und Personalführung sowie Vertriebsplanung und -steuerung ausgerichtet.
Die bundeseinheitliche Prüfung erfolgt auf Grundlage einer besonderen Rechtsverordnung vor dem Prüfungsausschuss einer Industrie- und Handelskammer (IHK). Der Fachwirt für Finanzberatung wird, wie auch der Bachelor-Abschluss, von Deutscher- und Europäischer-Qualifikationsrahmen für Hochschulabschlüsse, auf das DQR- und EQR-Niveau 6 eingestuft.
Die Nachfrage nach Fachwirten für Finanzberatung ist in der Wirtschaft hoch, jährlich gibt es laut der IHK, bundesweit nur um die 40 Absolventen.

## Grundlagen
Rechtliche Grundlage der Prüfung ist eine bundeseinheitliche Fortbildungsordnung. Sie gilt seit 1. August 2012 und löst die bisherigen individuellen Regelungen der einzelnen prüfenden Industrie- und Handelskammern ab. Begonnene Prüfungsverfahren können noch bis 31. Dezember 2015 nach den alten Regelungen durchgeführt werden.
Vorbereitungslehrgänge zur Prüfung werden von verschiedenen privaten und öffentlichen Anbietern durchgeführt und können nach dem Aufstiegsfortbildungsförderungsgesetz gefördert werden. Der DIHK empfiehlt für Vorbereitungslehrgänge einen Umfang von 750 Unterrichtsstunden.
Vorgänger des Geprüften Fachwirts für Finanzberatung war der Fachwirt für Finanzdienstleistungen, welcher zunächst nur von der Industrie- und Handelskammer Rostock aufgrund einer eigenen Rechtsvorschrift vergeben wurde. Seit 1996 wurden dann die Prüfungen auch bei anderen Kammern unter der Bezeichnung Fachwirt für Finanzberatung (IHK) durchgeführt.

## Die Prüfungen
Durch die rechtliche Neuordnung des Fortbildungsabschlusses konnten die Prüfungen bis Ende 2015 wahlweise in der alten oder der neuen Form abgelegt werden.

### Prüfungsordnung von 2012
Der Prüfung zum Geprüften Fachwirt für Finanzberatung besteht aus zwei Teilen (Prüfungsteil A und Prüfungsteil B). Der erste Prüfungsteil entspricht inhaltlich dem Geprüften Fachberater für Finanzdienstleistungen und bezieht sich auf die Beratung von Privatkunden. Der zweite Teil ist demgegenüber auf die Beratung von Unternehmenskunden ausgelegt.
Prüfungsteil A (Privatkunden)
- Schriftliche Prüfung (Dauer jeweils 120 Minuten)
  - Organisation und Steuerung der einzelnen Vertriebsaktivitäten
  - Privatkundenberatung zu Geld- und Vermögensanlagen
  - Privatkundenberatung zu Immobilien und Finanzierungen
  - Privatkundenberatung zur Absicherung von Personen-, Sach- und Vermögensrisiken
- Mündliche Prüfung in Form eines fallbezogenen Beratungsgesprächs (Dauer 20 Minuten)

Prüfungsteil B (Geschäftskunden)
- Schriftliche Prüfung
  - Unternehmens- und Personalführung sowie Vertriebsplanung und -steuerung (Dauer 180 Minuten)
  - Beratung zur Unternehmensfinanzierung (Dauer 120 Minuten)
  - Risikoanalyse und Beratung zu Deckungskonzepten für Unternehmen sowie Beratung zur betrieblichen Altersversorgung (Dauer 180 Minuten)
- Präsentation einer komplexen Problemstellung der betrieblichen Praxis einschließlich Fachgespräch (Dauer 30 Minuten)

Die Prüfungen finden zwei Mal jährlich, jeweils im Frühjahr und Herbst, statt. Sie werden auf Grundlage eines vom DIHK veröffentlichten Rahmenplans erstellt, welcher die Lernziele beschreibt.

### Prüfungsordnung von 1996
Die vorherige und noch bis Ende 2015 absolvierbare Prüfung zum Fachwirt für Finanzberatung (IHK) weist folgende Teile auf:
- Im Grundlagenteil
  - Bankprodukte für private Haushalte
  - Bausparen und Immobilien
  - Versicherungsprodukte für private Haushalte
  - Grundlagen der Volks- und Betriebswirtschaft
  - Recht und Steuern
  - Kundenberatung und Arbeitsorganisation

- Im Vertiefungsteil:
  - Versicherungsprodukte für freie Berufe und Gewerbetreibende
  - Baufinanzierung
  - Finanzierungsprodukte für freie Berufe und Gewerbetreibende
  - Führung und Organisation
  - betriebliche Altersversorgung (Wahlfach)
  - geschlossene Fonds (Wahlfach)

Die Prüfungen werden jeweils in 90-minütigen schriftlichen Klausuren abgelegt. Lediglich das Fach Kundenberatung und Arbeitsorganisation wird in einem 20-minütigen simulierten Beratungsgespräch mündlich geprüft.

## Anerkennung als öffentliche Sachkundeprüfung
Nach der Versicherungsvermittlungsverordnung gilt der Abschluss zum Fachwirt für Finanzberatung als Sachkundenachweis von Versicherungsvermittlern gemäß §34d GewO, nach der Finanzanlagenvermittlungsverordnung als Sachkundenachweis von Finanzanlagenvermittlern gemäß §34f GewO oder Honorar-Finanzanlagenberatern gemäß §34h und nach der Immobiliardarlehensvermittlungsverordnung als Sachkundenachweis von Immobiliardarlehenvermittlern gemäß §34i Absatz 1 GewO oder Honorar-Immobiliardarlehensberater gemäß §34i Absatz 5 GewO.

## Voraussetzungen für die Prüfungsteilnahme
erfolgreicher Abschluss des Grundlagenteils (Privatkundenberatung) bzw. des geprüften Fachberaters für Finanzdienstleistungen.
Der Fachberater für Finanzdienstleistungen ist der Grundlagenteil und ist auf die Privatkundenberatung zu Geld- und Vermögensanlagen, zu Immobilien und Finanzierung, zur Absicherung von Personen-, Sach- und Vermögensrisiken sowie Organisation und Steuerung der eigenen Vertriebsaktivitäten ausgerichtet. 